# Đảo Norfolk
Đảo Norfolk (29°02′N 167°57′Đ / 29,03°N 167,95°Đ, phát âm: /ˈnɔːrfək ˈaɪlənd/ ⓘ; Norfuk: Norf'k Ailen) là một đảo nhỏ tại Thái Bình Dương nằm giữa Úc, New Zealand, và New Caledonia, 1.412 kilômét (877 mi) về phía đông của Evans Head, Úc theo đường chim bay, và khoảng 900 kilômét (560 mi) từ Đảo Lord Howe. Đảo là một phần của Thịnh vượng chung Úc. Cùng với hai đảo lân cận, Norfolk tạo nên một trong các vùng lãnh thổ của Úc. Nó có dân số 2.210 người (2014) với diện tích 35 km2 (14 dặm vuông Anh). Thủ phủ là Kingston.
Đảo Norfolk từng được người Đông Polynesia đến định cư nhưng nó đã bị bỏ hoang từ lâu trước khi được khai phá bởi Đại Anh, như một phần của cuộc khai hoang châu Úc năm 1788. Đảo từng là nơi sống của tù nhân từ 6 tháng 3 năm 1788 tới 5 tháng 5 năm 1855, trừ một khoảng gián đoạn 11 năm từ 15 tháng 2 năm 1814 tới 6 tháng 6 năm 1825, khi nó bị bỏ hoang. 8 tháng 6 năm 1856, thường dân bắt đầu đến định cư tại đây. Năm 1913, Vương quốc Liên hiệp Anh và Bắc Ireland trao Norfolk cho Úc để quản lý như một lãnh thổ phụ thuộc.
Cây bách tán thường xanh là biểu tượng của đảo và vì thế xuất hiện trên cờ đảo. Đây là cây bản địa, và cũng là mặt hàng xuất khẩu chính của đảo, một loại cây trang trí phổ biến tại Úc và trên thế giới.

## Lịch sử

### Thuở ban đầu
Đảo Norfolk đón các cư dân đầu tiên là người Đông Polynesia đến bằng đường biển xuất phát từ cả quần đảo Kermadec nằm về phía bắc New Zealand và Đảo Bắc thuộc New Zealand. Họ đến đây vào khoảng thế kỷ mười bốn hoặc mười ba, và sống sót được vài thế hệ trước khi biến mất. Khu vực ngôi làng chính của họ đã được khai quật tại Vịnh Emily, và đã tìm thấy các dụng cụ bằng đá, chuột Polynesia, và cây chuối như là một bằng chứng của sự hiện diện tạm thời của nhóm người này. Cây Harakeke (Phormium tenax), hay New Zealand Flax Plant, được mang tới đảo Norfolk trực tiếp từ New Zealand hay đảo Raoul (Đảo Chủ nhật) bởi những người Polynesia đầu tiên này. Số phận của những người định cư đầu tiên này vẫn còn là một bí ẩn.

## Địa lý

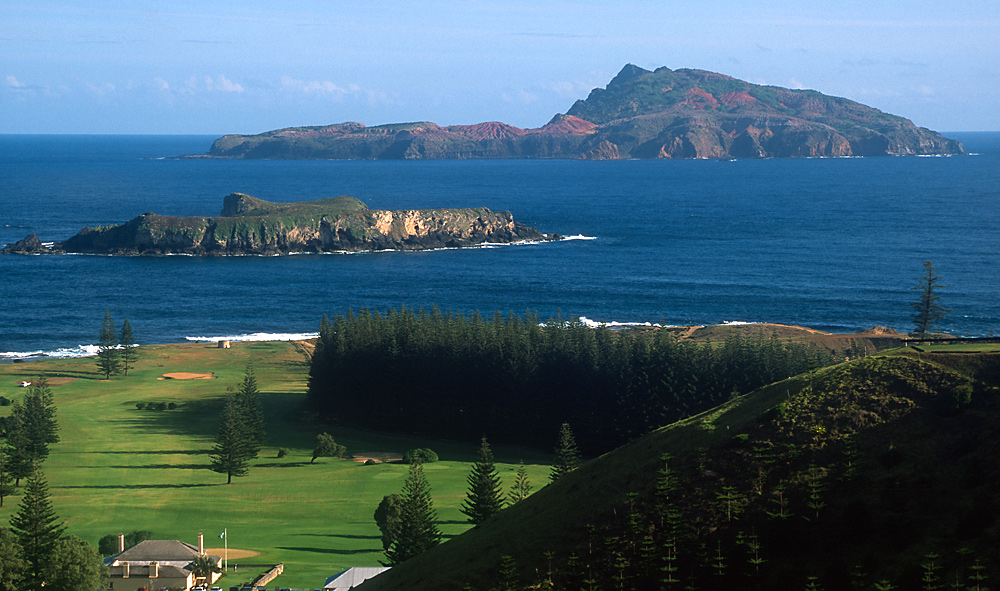
Cảnh nhìn về hướng đảo Nepea (gần) và đảo Phillip

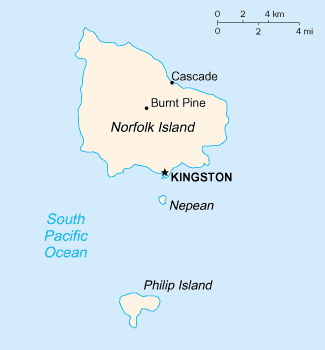
Bản đồ đảo Norfolk

Đảo Norfolk nằm ở Nam Thái Bình Dương, phía đông của nước Úc lục địa. Đảo Norfolk là đảo chính của một nhóm đảo và có tọa độ 29°02′N 167°57′Đ / 29,033°N 167,95°Đ. Nó có diện tích 34,6 kilômét vuông (13,4 dặm vuông Anh), và 32 km (20 mi) đường bờ biển. Điểm cao nhất là đỉnh núi Bates (319 mét (1.047 foot) trên mực nước biển), nằm ở phía tây bắc đảo. Địa chất của đảo thích hợp cho trồng trọt và nông nghiệp. Đảo Phillip, đảo lớn thứ hai trong vùng lãnh thổ này, có tọa độ29°07′N 167°57′Đ / 29,117°N 167,95°Đ, cách bảy kilômét (4,3 dặm) về phía nam Norfolk.
Bờ biển Đảo Norfolk gồm những mặt bờ biển dốc, với nhiều cấp độ khác nhau. Không có bến cảng an toàn dễ tiếp cận nào ở đảo Norfolk, với những cầu tàu tại Kingston và Vịnh Cascade. Tất cả hàng hóa không được sản xuất trên đảo được mang đến bằng tàu, thường là đến Vịnh Cascade. Vịnh Emily, với một rặn san hô nhỏ, là khu vực an toàn duy nhất để bơi giải trí, dù tại vịnh Anson và Ball có sóng thích hợp cho lướt ván.
Khí hậu cận nhiệt đới và tương đối ôn hòa, với chỉ một ít sự khác biệt giữa các mùa. Hòn đảo là phần còn lại của một núi lửa bazan từng hoạt động cách đây 2,3 tới 3 triệu năm. Vùng xung quanh Núi Bates là Vườn quốc gia Đảo Norfolk. Vườn này, chiếm gần 10% diện tích đất của đảo, bảo vệ phần sót lại của khu rừng từng phủ khắp đảo, gồm chủ yếu rừng mưa cận nhiệt đới.

### Khí hậu
Norfolk có khí hậu cận nhiệt đới hải dương (Phân loại khí hậu Köppen: Cfa), được xem là khá ôn hòa. Nhiệt độ gần không bao giờ dưới 10 °C (50 °F) hay vượt qua 26 °C (79 °F). Nhiệt độ cao kỷ lục được ghi nhận 28,4 °C (83,1 °F), còn thấp kỷ lục là 6,2 °C (43,2 °F). Lượng mưa trung bình hàng năm là 1.328 milimét (52,3 in), mưa rơi nhiều từ tháng 4 tới tháng 8. Những tháng khác cũng có lượng mưa tương đối lớn.
| Dữ liệu khí hậu của Sân bay Đảo Norfolk | Dữ liệu khí hậu của Sân bay Đảo Norfolk | Dữ liệu khí hậu của Sân bay Đảo Norfolk | Dữ liệu khí hậu của Sân bay Đảo Norfolk | Dữ liệu khí hậu của Sân bay Đảo Norfolk | Dữ liệu khí hậu của Sân bay Đảo Norfolk | Dữ liệu khí hậu của Sân bay Đảo Norfolk | Dữ liệu khí hậu của Sân bay Đảo Norfolk | Dữ liệu khí hậu của Sân bay Đảo Norfolk | Dữ liệu khí hậu của Sân bay Đảo Norfolk | Dữ liệu khí hậu của Sân bay Đảo Norfolk | Dữ liệu khí hậu của Sân bay Đảo Norfolk | Dữ liệu khí hậu của Sân bay Đảo Norfolk | Dữ liệu khí hậu của Sân bay Đảo Norfolk |
| Tháng                                   | 1                                       | 2                                       | 3                                       | 4                                       | 5                                       | 6                                       | 7                                       | 8                                       | 9                                       | 10                                      | 11                                      | 12                                      | Năm                                     |
| --------------------------------------- | --------------------------------------- | --------------------------------------- | --------------------------------------- | --------------------------------------- | --------------------------------------- | --------------------------------------- | --------------------------------------- | --------------------------------------- | --------------------------------------- | --------------------------------------- | --------------------------------------- | --------------------------------------- | --------------------------------------- |
| Cao kỉ lục °C (°F)                      | 28.3 (82.9)                             | 28.4 (83.1)                             | 28.4 (83.1)                             | 26.6 (79.9)                             | 25.1 (77.2)                             | 23.4 (74.1)                             | 22.0 (71.6)                             | 21.8 (71.2)                             | 23.8 (74.8)                             | 24.4 (75.9)                             | 26.5 (79.7)                             | 28.2 (82.8)                             | 28.4 (83.1)                             |
| Trung bình ngày tối đa °C (°F)          | 24.5 (76.1)                             | 24.9 (76.8)                             | 24.3 (75.7)                             | 22.7 (72.9)                             | 20.9 (69.6)                             | 19.3 (66.7)                             | 18.4 (65.1)                             | 18.3 (64.9)                             | 19.0 (66.2)                             | 20.2 (68.4)                             | 21.7 (71.1)                             | 23.4 (74.1)                             | 21.5 (70.7)                             |
| Tối thiểu trung bình ngày °C (°F)       | 19.1 (66.4)                             | 19.6 (67.3)                             | 19.2 (66.6)                             | 17.8 (64.0)                             | 16.1 (61.0)                             | 14.7 (58.5)                             | 13.5 (56.3)                             | 13.2 (55.8)                             | 13.7 (56.7)                             | 14.8 (58.6)                             | 16.1 (61.0)                             | 17.8 (64.0)                             | 16.3 (61.3)                             |
| Thấp kỉ lục °C (°F)                     | 12.1 (53.8)                             | 12.8 (55.0)                             | 12.1 (53.8)                             | 9.7 (49.5)                              | 6.6 (43.9)                              | 7.1 (44.8)                              | 6.2 (43.2)                              | 6.7 (44.1)                              | 7.7 (45.9)                              | 8.2 (46.8)                              | 8.7 (47.7)                              | 11.4 (52.5)                             | 6.2 (43.2)                              |
| Lượng Giáng thủy trung bình mm (inches) | 85.6 (3.37)                             | 95.2 (3.75)                             | 101.8 (4.01)                            | 123.8 (4.87)                            | 132.0 (5.20)                            | 146.3 (5.76)                            | 141.8 (5.58)                            | 127.2 (5.01)                            | 94.3 (3.71)                             | 84.9 (3.34)                             | 72.8 (2.87)                             | 85.7 (3.37)                             | 1.290,2 (50.80)                         |
| Số ngày giáng thủy trung bình           | 10.9                                    | 12.2                                    | 15.0                                    | 15.8                                    | 18.5                                    | 19.7                                    | 20.9                                    | 19.1                                    | 14.9                                    | 12.8                                    | 10.2                                    | 11.2                                    | 181.2                                   |
| Số giờ nắng trung bình tháng            | 232.5                                   | 200.6                                   | 201.5                                   | 195.0                                   | 182.9                                   | 156.0                                   | 182.9                                   | 204.6                                   | 213.0                                   | 229.4                                   | 237.0                                   | 238.7                                   | 2.474,1                                 |
| Nguồn: Bureau of Meteorology            |                                         |                                         |                                         |                                         |                                         |                                         |                                         |                                         |                                         |                                         |                                         |                                         |                                         |

### Môi trường

#### Hệ thực vật

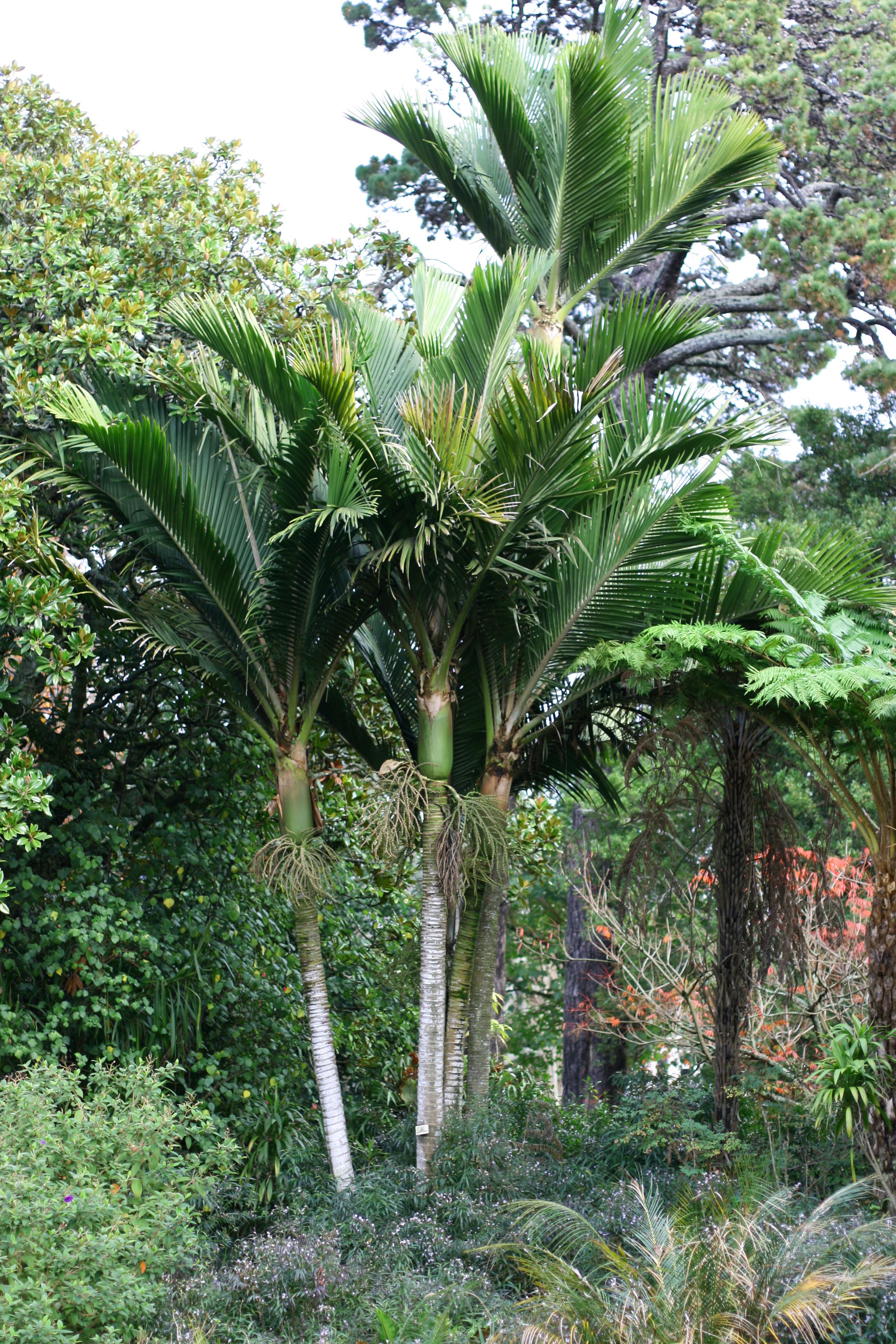
Rhopalostylis baueri, một loài cọ bản địa

Đảo Norfolk có 174 loài thực vật bản địa; 51 trong số chúng là loài đặc hữu. 18 loài đặc hữu hiếm gặp hoặc đang bị đe dọa. Cọ đảo Norfolk (Rhopalostylis baueri) và dương xỉ mộc Norfolk (Cyathea brownii), loài dương xỉ mộc cao nhất thế giới, phổ biến tại Vườn quốc gia Đảo Norfolk nhưng hiếm ở phần còn lại của đảo. Trước cuộc thuộc địa hóa châu Âu, đa phần Đảo Norfolk được phủ rừng mưa cận nhiệt đới, ở đó Araucaria heterophylla (thông đảo Norfolk) chiếm vùng thoáng đãng, còn Rhopalostylis baueri, Cyathea brownii và C. australis ở khu vực ẩm ướt hơn. Tầng cây thấp rậm rạp với cây leo và đương xỉ phủ lên nền rừng. Chỉ còn một phần nhỏ (5 km²) của khu rừng sót lại, và đã được công nhận là Vườn quốc gia vào năm 1986.
Những sườn dốc của núi Pitt hỗ trợ cho sự phát triển của những đám cây bụi, cây thân thảo và cây leo. Đa phần thực vật đã bị chặt bỏ cho việc xây nhà và làm đất chăn thả. Các loài cỏ dại xâm hại đang đe dọa hệ thực bản địa, thay thế chúng hoàn toàn ở vài khu vực. Thực sự, hiện đang có nhiều loài cỏ dại hơn loài bản địa trên đảo Norfolk.